# Arutani-Sapé
Arutani-Sapé (Awake–Kaliana oder Kaliana) ist eine indigene Sprachfamilie in Südamerika, die aus lediglich  zwei Sprachen besteht und nur noch von einigen Dutzend Personen gesprochen wird:
- Arutani [atx] (auch bekannt als: Aoaqui, Auake, Auaque, Awake, Oewaku, Orotani, Uruak, Urutani)
- Sapé [spc] (auch bekannt als: Caliana, Chirichano, Kaliana, Kariana)

Sie ist im Grenzgebiet zwischen Brasiliens und dem östlichen Venezuelas beheimatet. Eine Verwandtschaft mit anderen Indianersprachen wurde bisher nicht festgestellt. Die meisten Arutani-Sapé-Sprecher haben sich den benachbarten und dominierenden Yanam/Ninam, einer Yanomami-Gruppe, angeschlossen und sprechen daher meist nur deren Yanam/Ninam-Dialekt des Yanomam, während sie ihre nur noch unzureichend beherrschen. Andere flohen zu den Pemón (Arecuna) und übernahmen deren Sprache. 
Laut Kaufman (1990) könnte eine weitere Verbindung mit der Máku-Sprache von Roraima bestehen, die zuletzt im Norden Brasiliens gesprochen wurde und jetzt praktisch ausgestorben ist.